# Бранкица Себастијановић
Бранкица Себастијановић (Сарајево, 8. август 1990) српска је позоришна и филмска глумица.

## Биографија
Бранкица Себастијановић је рођена 8. августа 1990. године у Сарајеву. Отац Нено је економиста, мајка Радмила професор, а брат Невен правник. Одрасла је у Старој Пазови, у породичној кући где је завршила гимназију. Ишла је у школу глуме у Дадову, а после средње школе уписала је историју уметности, где је завршила прву годину. Тренутно живи и ради у Београду, где је дипломирала, у априлу 2014. године, на ФДУ, у класи професора Владимира Јевтовића, односно доцента Срђана Карановића, са дипломском представом 'АРТ'.
Млада глумица се публици приказала у серији Синђелићи која је рађена по узору на ситком Серанови, где тумачи лик Еве, коју је у оригиналној верзији играла Вероника Санчез. Такође, играла је главну улогу у филму Кад љубав закасни и серији Самац у браку, тумачећи лик младе Београђанке Љиљане, заједно са Милошем Биковићем, са којим је била и у вези. У јануару 2015. године снима и филм, као и серију Врати се Зоне где опет игра главну улогу, чувену Зону Замфирову, а филм је наставак првог дела из 2002. године. Значајније су јој улоге у позоришним представама АРТ, као и Шта је собар видео, Не оклевај, импровизуј.
Добитница је награде за најбољег глумца-дебитанта 49. Филмских сусрета у Нишу, као и награде за најбољу глумицу пете вечери фестивала. Такође, по анкети новина 'Телеграф', Бранкица је проглашена за најлепшу српску глумицу.

## Филмографија
| Год.       | Назив                    | Улога                       |
| ---------- | ------------------------ | --------------------------- |
| 2000.-те   |                          |                             |
| 2005.      | Црна хроника             | Ева Стојименов              |
| 2010.-те   |                          |                             |
| 2013—2017. | Синђелићи                | Ева Стојименов / млада Лила |
| 2014.      | Кад љубав закасни        | Љиљана                      |
| 2014.      | Самац у браку            | Љиљана                      |
| 2016.      | На граници (кратки филм) | Марија                      |
| 2017.      | Врати се Зоне            | Зона Замфирова              |
| 2018.      | Ургентни центар          | Мирка Обрадовић             |
| 2019—2020. | Швиндлери                | Клара                       |
| 2025.      | Ургентни центар 4        | Маја Регодић                |